# راباچچنی
راباچچنی (به مجاری:  Rábacsécsény) یک منطقهٔ مسکونی در مجارستان است که در ناحیه تت واقع شده‌است. راباچچنی ۱۵٫۶۸ کیلومتر مربع مساحت و ۵۸۰ نفر جمعیت دارد.